# Шагін Антоній Францович
Антоній Францович Шагін (близько 1800—1842) — астроном, професор Віленського та Харківського університетів.

## Біографія
У 1814 році закінчив гімназію у Вільно. Вищу освіту здобув в учительській семінарії при Віленському університеті або в Педагогічному інституті. В 1817 отримав ступінь магістра філософії і був призначений помічником при Віленській астрономічній обсерваторії, де і прослужив 7 років. Викладав у Віленському університеті спочатку астрономію, а потім геодезію та топографію.
У 1832 році, після закриття Віленського університету, Шагін отримав місце вчителя математики у Вітебську, розраховуючи перейти потім до Білоруського ліцею, який мав відкритися незабаром. У 1834 році відкриття Білоруського ліцею було скасовано, і Шагін почав клопотати про отримання кафедри в Київському або Харківському університеті і 31 травня 1834 був затверджений ад'юнктом Харківського університету, а 20 лютого наступного року - ординарним професором кафедри астрономії.
Фактично обсерваторії в університеті не було: його попередник, Павло Затеплинський, створив тимчасову, з незначною кількістю інструментів. Викладання астрономії мало теоретичний характер. Шагін читав такі курси: 1) сферичну та практичну астрономію; 2) теорію руху небесних тіл, із застосуванням до визначення елементів планет і комет; 3) про явища, що відбуваються від руху планет; 4) вищу геодезію, і 5) пояснення застосування астрономічних інструментів та привчання студентів до спостережень у зручний для того час. У 1839 році він їздив на відкриття Пулковської обсерваторії і познайомився там із рядом провідних астрономів.
З 1837 по 1841 він обіймав посаду декана 2-го (фізико-математичного) відділення філософського факультету.
Покінчив життя самогубством 18 листопада 1842 року.

## Основні праці
1. Обозрение важнейших астрономических и геодезических способов, служащих к определению фигуры земли. Речь с пятью табл. (Харьков, 1837 г. и «Журн. Мин. Нар. Просв.», ч. XVI, 273);
2. О собственном движении звезд («Журн. Мин. Нар. Просв.», ч. XVIII, 445);
3. Краткое историческое обозрение астрономии («Журн. Мин. Нар. Просв.», ч. XXXIV, II, стр. 17);
4. Каталог астрономических инструментов Харьковского университета (Харьков, 1840 г.).